# Paul Maes
Paul Maes is een Vlaams acteur en zanger.
Hij studeerde af aan de Studio Herman Teirlinck in de richting kleinkunst/musical. In het theater was hij vooral actief bij de musicalafdeling van het Koninklijk Ballet van Vlaanderen waar hij onder meer de rollen vertolkte van Barnaby Tucker in Hello Dolly, Peter van Daan in Je Anne (dagboek van Anne Frank), Fyedka in Fidler on the roof. Verder was hij ook nog te zien in Jesus Christ Superstar en Dear Fox. In het Fakkeltheater vertolkte hij de rol van Rick in de musical A Slice of Saturdaynight en hij speelde mee in De Toevallige dood van een anarchist van Dario Fo.
Van televisie werd Maes bekend van zijn hoofdrol als Franky in De Familie Backeljau, een komische serie van Luk Wyns. Voorts heeft hij nog gastrollen gespeeld in Postbus X, Wittekerke, Thuis, Familie, W817, Sterke Verhalen en Verschoten & Zoon. In 2018 speelt Maes een rol als pornoacteur Kenneth Verbraecken in het derde seizoen van Crimi Clowns. 
In 1996 richtte Maes zijn eigen boysband 4-ever op, waarmee hij in verschillende televisieprogramma's in het Verenigd Koninkrijk verscheen.
In 2001 ging Paul Maes ook solo onder de naam Paul Matthew. Eerste single was het nummer Heavenly.